# Eupododexia amoena
Eupododexia amoena là một loài ruồi trong họ Tachinidae.